# Oed (Altenmarkt an der Alz)
Oed ist ein Gemeindeteil von Altenmarkt an der Alz im oberbayerischen Landkreis Traunstein. Der Weiler liegt knapp drei Kilometer westsüdwestlich der Dorfmitte von Altenmarkt unweit der südwestlichen Gemeindegrenze auf der Hochebene nicht ganz einen Kilometer linksseits des Alztaleinschnitts auf etwa 536 m ü. NHN.
Oed hatte im September 2017 acht Einwohner und zwei Gebäude mit zusammen fünf Wohneinheiten. Die gesamte Ansiedlung ist im Besitz eines Eigentümers.
Die unmittelbaren Nachbarorte, alle ebenfalls Weiler, sind im Uhrzeigersinn Kalkgrub 0,4 km südöstlich, Grilleck 0,5 km südwestlich und Simmerreit 0,3 km nordwestlich. Die nächstgrößere Ortschaft ist das Dorf Rupertsdorf in 1,2 km Entfernung.
Oed hat wegen seiner geringen Größe keine Straßennamen. Der Ortsname tritt an die Stelle des Straßennamens. In früheren Zeiten wurde hingegen die Adresse mit der den Weiler durchquerenden Straße, der Rupertsdorfer Straße, angegeben.

## Bevölkerungsentwicklung
| Jahr      | 1871 | 1925 | 1950 | 1970 | 1987 | 2024 |
| --------- | ---- | ---- | ---- | ---- | ---- | ---- |
| Einwohner | 3    | 2    | 11   | 7    | 7    | 9    |

## Wirtschaft
In Oed gibt es keinen landwirtschaftlichen Vollerwerbsbetrieb mehr. Die erwerbstätigen Einwohner pendeln in andere Orte, bisweilen bis ins rund 75 km entfernte München. Landwirtschaft findet weitestgehend nur noch für den Eigenbedarf statt und beschränkt sich auf Hühner- und Kaninchenhaltung sowie den Anbau von Gemüse. Lediglich ein kleiner Überschuss an Eiern während des Sommerhalbjahres wird veräußert. Einen gewissen Ruf genießen die grünschaligen Hühnereier, die angeblich über einen geringeren Cholesteringehalt verfügen. Seit 2008 wird eine Schlangenzucht (Kornnattern in verschiedenen und auch sehr besonderen Farbmorphen) betrieben.
In den 1980er Jahren wurde die einzige Straße des Ortes asphaltiert und 2018 erneuert, so dass die direkte Anbindung an die Staatsstraße 304 gewährleistet ist. Seit Dezember 2021 ist die Einöde über eine Glasfaserleitung mit dem Internet verbunden. 